# Empresa de capital inversión

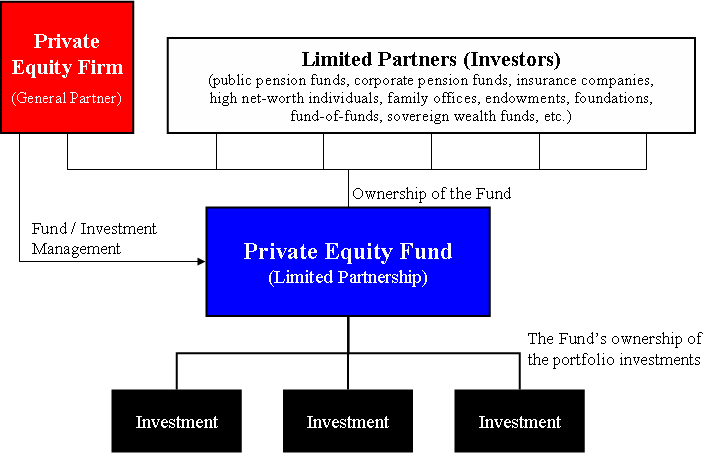
Estructura de un fondo de capital inversión genérico

Una empresa de capital inversión es una empresa de gestión de activos que gestiona y administra fondos e inversiones de compañías privadas (bancos, aseguradoras, grandes corporaciones) o planes públicos de pensiones o de salud y vida a través de una gran variedad de estrategias que incluyen conceptos como compra apalancada, capital riesgo y capital en expansión. A menudo descrito como patrocinador financiero, cada empresa recaudará fondos que a su vez serán invertidos de acuerdo a estrategias específicas, siempre buscando la rentabilidad del producto. 
De manera simplificada, una empresa de capital inversión captará grandes sumas de capital, que llamará fondos, para invertir en deuda pública o en compañías o sectores productivos con necesidades de financiación. Igualmente, la empresa de capital inversión puede invertir sus propios recursos, a los que puede sumar capitales individuales o grandes sumas de capital. Las empresas de capital inversión tendrán un coste periódico de gestión y administración del fondo, así como una participación en los beneficios obtenidos de cada fondo o empresa participada.
Las empresas de capital inversión, junto a sus inversores o patrocinados, adquirirán una participación de control o una participación minoritaria, pero sustancial, en una compañía dada, buscando maximizar el valor de aquella inversión. Las empresas de capital inversión obtienen normalmente sus beneficios a través de una o más de las siguientes fuentes: 
- Una oferta pública de venta (OPV) — las compañías ofrecen a inversores privados o públicos una participación en un fondo, obteniendo un porcentaje tasado del capital captado. Este precio por llevar a cabo la oferta es inmediatamente abonado por el patrocinador financiero. Además, más adelante, los fondos pueden reestructurarse o vender participaciones adicionales en un mercado secundario, del que también obtendrán réditos las empresas de capital riesgo.
- Una fusión o una OPA de una compañía — la empresa de capital riesgo obtendrá réditos por la venta, fusión u OPA a una compañía. Normalmente el precio será en efectivo o a través de participaciones en una tercera compañía.
- Una recapitalización — las empresas endeudadas se recapitalizan a través de ampliaciones de capital, distribuidas entre los accionistas, y en este caso el patrocinador financiero. Los fondos de capital riesgo ayudan a saldar o levantar deuda a través de las llamadas seguridades o leveraged buyouts o buyin (LMBO, LMBI con compra apalancada).
- Una reestructuración empresarial - empresas con problemas de liquidez o excesivo apalancamiento recurren a empresas de capital inversión para adelgazar sus estructuras de capital o replantear el nicho de mercado. El precio de la operación normalmente consiste en una participación accionarial en la nueva empresa.

Las empresas de capital inversión suelen hacer inversiones de control a largo plazo en sectores de la industria que conocen, y en áreas concretas donde su inversión pueda revertir beneficios empresariales. No deben confundirse las empresas de capital inversión o capital riesgo con los propios fondos de inversión o fondos de cobertura, que agrupan inversiones a corto plazo en compañías en expansión o en quiebra, donde obtienen altos intereses, pero en operaciones de riesgo limitado para la empresa.

## Ranking de empresas de capital inversión
Según un ranking (2008) de la revista Private Equity International (PEI 300), las empresas de capital inversión más grandes del mundo son: Carlyle Group, Kohlberg Kravis Roberts, Goldman Sachs, Blackstone Group, Bain Capital y TPG Capital.  Estas empresas son inversoras directas en compañías a través de fondos de capital inversión, aunque predominan las inversiones en compra apalancada (leveraged buyouts en el argot económico), más que en capital riesgo.
Preqin Ltd (antes llamada Private Equity Intelligence), un proveedor de datos independientes sobre el sector, proporciona un ranking de los 25 directivos más importantes de las empresas de capital inversión. Entre las empresas de este índice destacaban AlpInvest Partners, Ardian (antes AXA Private Equity), AIG Investments, Goldman Sachs Private Equity Group, y Pantheon Ventures, aunque existen dudas sobre la clasificación del sector, ya sea por los fondos administrados globalmente a lo largo de su existencia o por los fondos captados de manera ocasional, en anualidades.

## Empresas de capital inversión y fondos de inversión: una ilustración
El siguiente es una ilustración de la diferencia entre una empresa de capital inversión y un fondo de inversión:
| Empresa de capital inversión        | Fondo de inversión                      | Inversiones (lista parcial)           |
| ----------------------------------- | --------------------------------------- | ------------------------------------- |
| Kohlberg Kravis Roberts & Co. (KKR) | KKR 2006 Found, L.P. ($17.600 millones) | Alliance Boots                        |
|                                     |                                         | Dollar General                        |
|                                     |                                         | Energy Future Holdings Corporation    |
|                                     |                                         | First Data Corp                       |
|                                     |                                         | Hospital Corporation of America (HCA) |
|                                     |                                         | Nielsen Company                       |
|                                     |                                         | NXP Semiconductors                    |